# Beaulieu, Puy-de-Dôme
Beaulieu är en kommun i departementet Puy-de-Dôme i regionen Auvergne-Rhône-Alpes i centrala Frankrike. Kommunen ligger i kantonen Saint-Germain-Lembron som tillhör arrondissementet Issoire. År 2022 hade Beaulieu 474 invånare.

## Befolkningsutveckling
Antalet invånare i kommunen Beaulieu
| Referens: INSEE |